# 페드루 네투
페드루 롬바 네투 (Pedro Lomba Neto, 2000년 3월 9일 ~ )는 포르투갈의 축구 선수이며, 첼시에서 윙어로 뛰고 있다.